# Wilder Guisao
Wilder Andrés Guisao Correa (Apartadó, 30 luglio 1991) è un calciatore colombiano, centrocampista svincolato.

## Caratteristiche tecniche
È un trequartista che può giocare anche in attacco.

## Palmarès
- Campionato colombiano: 3

Atlético Nacional: 2013 (A), 2013 (C), 2014 (A)
- Copa Colombia: 2

Atlético Nacional: 2012, 2013
- Supercoppa di Colombia: 1

Atlético Nacional: 2012